# Aalegaard
Aalegaard er/var et gods i Skræm Sogn.
Ejere.
- Børglum bispestol
- 1536 Kronen
- 1544 Jørgen Splid til Mindstrup
- 1563 Gregers Truidsen Ulfstand til Gl. Estrup
- 1588 Karen Eriksdatter Banner til Høgholt
- 1611 Mogens Eriksen Kaas til Støvringgaard
- 1634 Anders Nielsen Kaas
- 1653 - 1674 Henrik Frantssen Rantzau til Schönweide og Rosenvold
- 1678 Anne Hellvig Gyldenstierne
- 1692 Otte Marsvin til Trudsholm
- 1699 Theodosius v. Levetzau til Oksholm
- 1719 Anna Margrethe Brockdorf
- 1756 Hans Fr. Levetzau den Yngre til Oksholm
- 1763 Sophia v. Eyndten
- 1795 Albert Phillip Levetzau
- 1795 Søren Hillerup til Asdal
- 1797 Arent Hassel Rasmussen
- 1797 Nikolaj Winther
- 1803 Hans Benzon
- Peter Severin Fønss
- 1810 Eyber
- 1815 Peter Rotbøll
- 1834
- 1842 Johan Nicolai Fr. Hasselbach
- 1855 Bartholomæus Martinus Hasselbach
- 1882 J. K. Hasselbach
- 1922 Marie H. J. Hasselbach f. Bruun
- 1925 Karl Hasselbach [1]